# Ребиндер, Николай Романович
Николай Романович Ребиндер (8 (20) мая 1813 — 14 (26) сентября 1865) — тайный советник, сенатор (1861—1865) из рода Ребиндеров. Зять князя С. П. Трубецкого.

## Биография
Сын полковника Романа Ивановича Ребиндера от брака с Дарьей Мартыновной Буцковской. По окончании курса наук в Благородном пансионе при Санкт-Петербургском университете, в сентябре 1830 года поступил в Департамент внешней торговли; с 27 октября 1833 по 20 февраля 1835 года был чиновником особых поручений при начальнике Гродненского таможенного округа.
С 26 мая 1837 года поступил столоначальником в Департамент министерства юстиции; 11 мая 1842 года был причислен к Министерству внутренних дел с поручением исправлять должность вице-директора Департамента духовных дел иностранных исповеданий (утверждён 6 декабря 1842 года); 25 сентября 1850 года произведён в действительные статские советники, а в следующем, 1851 году, 8 июня был назначен градоначальником в Кяхту. В этой должности Ребиндер оставался до 12 апреля 1856 года, когда был назначен исправляющим должность попечителя Киевского учебного округа.
Во время своего пребывания в Сибири он имел возможность познакомиться со многими декабристами и даже женился на дочери одного из них; был в близких отношениях с братьями Бестужевыми, которых постоянно посещал, бывая проездом в Иркутске. В августе 1853 года он встречался с ургинским амбанем Бэйсе, — событие важное тем, что подобная встреча произошла впервые после 200 лет сношений русских с китайцами. В беседе с амбанем он, между прочим, говорил об уступке русским устья Амура, для совместной защиты от занятия его англичанами или Америкою. Наконец, когда, в ноябре месяце того же года, был образован Сибирский комитет для обеспечения русской торговли с Китаем, то генерал-губернатор Н. М. Муравьёв-Амурский назначил Ребиндера своим представителем на нём. Результатом было то, что, хотя и с ограничениями, комитет разрешил вопросы о торговле с Китаем в направлении большей свободы её на Кяхте, то есть в том духе, как это представил Ребиндер от лица Муравьёва.
В должности попечителя Киевского учебного округа Ребиндер оставался до 18 июня 1858 года, когда был переведён на ту же должность в Одесский учебный округ. 28 февраля 1859 года был назначен директором Департамента Министерства народного просвещения и членом Главного правления училищ, а 12 апреля получил чин тайного советника; 4 августа 1861 года Ребиндеру было повелено присутствовать в Правительствующем сенате по 8-му Департаменту.
Скоропостижно умер, состоя на службе, 14 (26) сентября 1865 года в Москве. Похоронен в Новодевичьем монастыре неподалёку от тестя. Имя Ребиндера часто встречается в дневнике Александра Васильевича Никитенко, который отзывается о нём, как о человеке благородном, умном, но раздражительном, который перед смертью совсем разорился необдуманными спекуляциями. «Терзаемый честолюбием, он вообразил, что непременно должен быть министром, и верил, что провидение предназначило ему играть важную политическую роль. В то же время он хотел жениться, и две невесты его отвергли».

## Семья

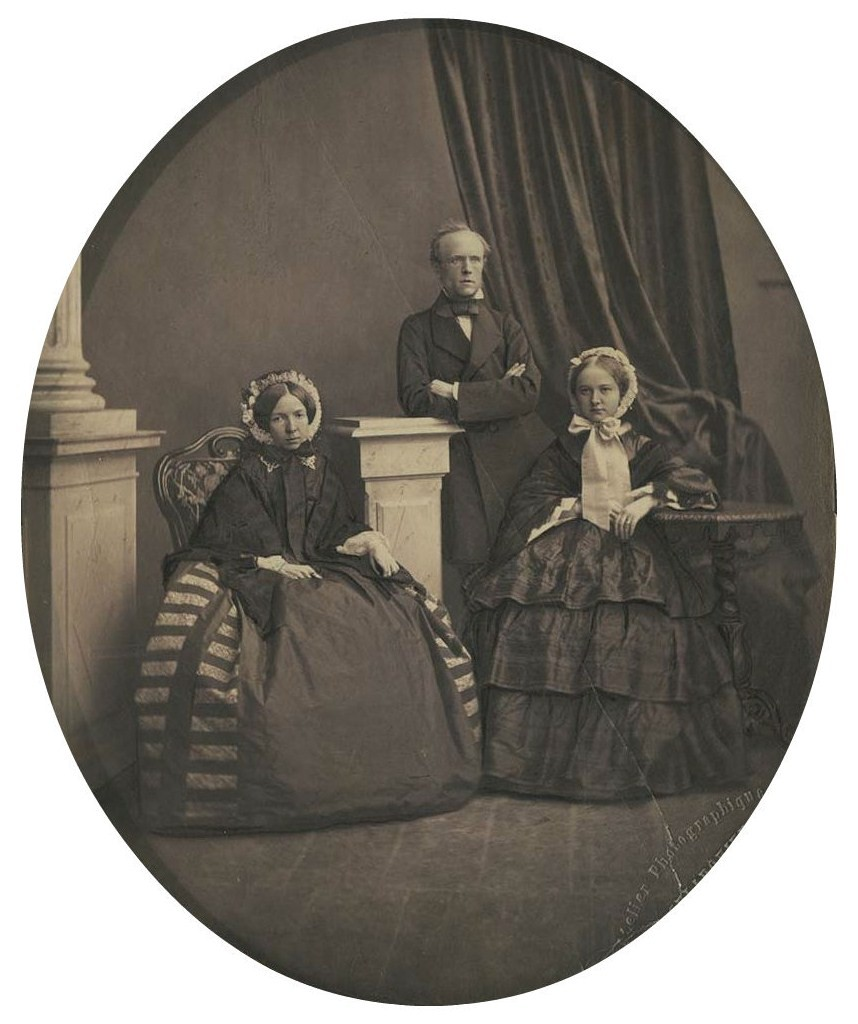
Н. Р. Ребиндер с женой Александрой (сидит слева) и дочерью Надеждой

От первой жены Елизаветы Фёдоровны имел дочерей — Надежду (23.01.1840—10.1865; в замужестве Саломки) и Елизавету (29.05.1842).

Второй супругой Николая Романовича в 1852 году стала княжна Александра Сергеевна Трубецкая (2.2.1830—30.7.1860), родившаяся в Чите дочь декабриста князя С. П. Трубецкого и Екатерины Ивановны, урождённой графини Лаваль. При первом сватовстве Ребиндеру отказали: жених был старше невесты в два раза и имел двенадцатилетнюю дочь. Второе предложение было встречено более благосклонно: «Николай Романович сумел понять её, и она также. Они сошлись не с первого взгляда, но узнавши и оценивши друг друга». Трубецкой сообщал её крёстному отцу М. А. Фонвизину 17 апреля 1852 года:
Как скоро она дала слово, то нужно было поспешить с бракосочетанием, потому что Николаю Романовичу Ребиндеру необходимо было возвратиться к месту своего управления по льду, покрывающему Байкал, иначе должно бы было свадьбу отложить до лета, чего ни жених, ни невеста не хотели. 13-го, в  воскресенье после обедни они были обвенчаны и сейчас отобедали и уехали
Не обладая с детства крепким здоровьем, Александра Сергеевна долго и тяжело болела, но, не имея средств, Ребиндеры были вынуждены заложить столовое серебро и взять заём, чтобы отправить её на лечение за границу. Впрочем, оно не принесло желаемого эффекта, и 30 июня 1860 года Александра скончалась от чахотки в Дрездене, 9 августа тело было доставлено в Петербург пароходом и похоронено на кладбище Новодевичьего монастыря. Её пережили дети:
- Сергей (1853—09.08.1882), коллежский регистратор, скончался в Швейцарии от чахотки;
- Николай (1854—27.03.1874), скончался от чахотки в Риме, похоронен там же на общем для иностранцев кладбище;
- Роман (20.03.1856[9]— ?), родился в Петербурге, крещён 4 апреля в Исаакиевском соборе, крестник князя  Н. П.Трубецкого и графини С. И. Борх.
- Екатерина (1857—1920), не замужем, воспитывалась в семье тётки, З. С. Свербеевой.